# Polminhac
Polminhac – miejscowość i gmina we Francji, w regionie Owernia-Rodan-Alpy, w departamencie Cantal.
Według danych na rok 1990 gminę zamieszkiwało 1135 osób, a gęstość zaludnienia wynosiła 39 osób/km² (wśród 1310 gmin Owernii Polminhac plasuje się na 190. miejscu pod względem liczby ludności, natomiast pod względem powierzchni na miejscu 230.).